# Michael Spence
Andrew Michael Spence (ur. 7 listopada 1943 w Montclair) – amerykański ekonomista, laureat Nagrody Banku Szwecji im. Alfreda Nobla w dziedzinie ekonomii w 2001 roku (wcześniej otrzymał John Bates Clark Medal, 1981).
Wykładowca na Uniwersytecie Stanforda. Nagrodę Banku Szwecji im. Alfreda Nobla otrzymał za prace nad analizą sytuacji rynkowych, kiedy część uczestników jest lepiej poinformowana (tzw. asymetria informacji). Wraz z nim to wyróżnienie otrzymali George A. Akerlof i Joseph E. Stiglitz.